# Іванов Андрій Олександрович
Андрій Олександрович Іванов (рос. Андрей Александрович Иванов; 10 березня 1981, м. Ленінград, СРСР) — російський хокеїст, нападник. Виступає за «Авангард» (Омськ) у Континентальній хокейній лізі. Майстер спорту.
Вихованець хокейної школи СКА (Санкт-Петербург). Виступав за СКА-2 (Санкт-Петербург), «Спартак» (Санкт-Петербург), СКА (Санкт-Петербург), ХК «Гомель», «Нафтохімік» (Нижньокамськ).
Досягнення
- Срібний призер чемпіонату Росії (2012).